# Castropodame
Castropodame è un comune spagnolo di 1 841 abitanti situato nella comunità autonoma di Castiglia e León.